# Mogul (Nevada)
Mogul est une census-designated place (CDP) du comté de Washoe dans l'état du Nevada.
Sa population était de 1 290 habitants en 2010. Avant 2010, elle faisait partie de la CDP de Verdi-Mogul.